# Saßmannshausen
Saßmannshausen is een plaats in de Duitse gemeente Bad Laasphe, deelstaat Noordrijn-Westfalen.